# Kole (district)
Pour les articles homonymes, voir Kole (homonymie).
Le district de Kole est un district d'Ouganda. Sa capitale est Kole.

## Histoire
Ce district a été créé en 2010 par séparation de celui d'Apac.